# Release from Agony
Release from Agony är ett musikalbum av thrash metal-bandet Destruction, utgivet 1987. Albumet utgavs på LP, CD och kassett.

## Låtlista
Alla låtar är skrivna och komponerade av Destruction. 
| Nr           | Titel                  | Längd |
| ------------ | ---------------------- | ----- |
| 1.           | Beyond Eternity        | 1:11  |
| 2.           | Release from Agony     | 4:44  |
| 3.           | Dissatisfied Existence | 4:30  |
| 4.           | Sign of Fear           | 6:46  |
| 5.           | Unconscious Ruins      | 4:27  |
| 6.           | Incriminated           | 5:22  |
| 7.           | Our Oppression         | 4:49  |
| 8.           | Survive to Die         | 5:31  |
| Total längd: | Total längd:           | 37:20 |

## Medverkande
- Marcel "Schmier" Schirmer – basgitarr, sång
- Harry Wilkens – gitarr
- Mike Sifringer – gitarr
- Oliver Kaiser – trummor